# Jucătorii de pe Titan
Jucătorii de pe Titan (1963) (titlu original The Game-Players of Titan) este un roman science fiction scris de Philip K. Dick.

## Intriga
Pete Garden, protagonistul romanului, este unul dintre cei câțiva locuitori ai depopulatei lumi viitoare post-apocaliptice care dețin o gamă largă de proprietăți. Acești oameni sunt organizați în grupuri de competitori care joacă regulat un joc numit "Cacealmaua". Concurenții își pariază proprietățile, căsniciile și statutul de viitori jucători eligibili pe rezultat. Pete suferă și de tulburare bipolară, lucru care poate afecta competența sa ca participant la Joc.
Jocul e administrat de o rasă extraterestră amorfă, pe bază de silicon, originară de pe Titan, cel mai mare satelit al planetei Saturn. Aceste creaturi, cunoscute sub numele de vugi, sunt obsedate de pariuri. Exogamia Jocului este folosită pentru a promova fertilitatea omenirii după devastarea războiului mondial, în care armele unui satelit din China Roșie a sterilizat mare parte din populația Pământului. Vugii își exercită hegemonia asupra Pământului, dar nu îl ocupă, relația fiind văzută ca una paternală. Mai mult, fiind telepați, vugii nu permit telepatia și preștiința în cadrul Jocului. De asemenea, vugii sunt implicați în societatea umană, folosind halucinația indusă pentru a da aparența că dețin formă umană.
Cartea începe când Pete își pierde proprietatea preferată, Berkeley, și soția, Freya. Mai mult, noul proprietar a vândut Berkeley-ul unui notoriu parior corupt de pe Coasta de Est, Jerome Luckman. Lui Pete îi este dor de Freya și își face griji legate de compatibilitatea cu noua sa soție. În plus, se simte atras de Pat McClain, o femeie fertilă misterioasă care locuiește într-una din proprietățile lui, la fel ca și de Mary Anne, fata ei de optsprezece ani. Pat este telepată, soțul ei, Allen, este preștient, iar fata lor manifestă puteri telekinetice. Acești telepați sunt deranjați de faptul că nu sunt lăsați să participe la Joc, deoarece capacitățile lor i-ar putea ajuta în timpul concursului. Pete renunță la tentativa sa de a avea o relație cu Pat când află că noua sa soție, Carol, este însărcinată - o întâmplare rară într-o lume în general infertilă și depopulată.
Luckman, noul proprietar al Berkeley-ului, este omorât, iar Pete și alți șase membri ai grupului său - Drăgălașa Vulpe Albastră - sunt implicați. Dar Pete și ceilalți membri suferă de amnezie indusă, care duce la suspiciuni între vugi și poliția umană. Pete descoperă că vugii abuzează de abilitățile lor psionice pentru a părea umani. Dar există facțiuni politice și între vugi, lucru care complică situația. "Extremiștii" favorizează subversiunile și cucerirea Pământului, în timp ce "moderații" sprijină status quo-ul colaborării paternale. Oamenii fertili încep o luptă de rezistență împotriva vugilor, dar sunt înlocuiți cu vugi care dau aparența că ar fi oameni. Membrii sindicatului Drăgălașei Vulpi Albastre sunt teleportați pe Titan unde vor juca un Joc decisic împotriva vugilor titanieni, miza fiind viitorul celor două lumi.

### Critici
- Rossi, Umberto, “The Game of the Rat: A.E. Van Vogt’s 800-Words Rule and P.K. Dick’s The Game-Players of Titan”, Science-Fiction Studies #93, 31:2, July 2004, pp. 207-26.